# Volux
Volux est le fils du roi Bocchus Ier.En 106 av. J.-C., lors de la guerre de Jugurtha, avec son beau-frère Jugurtha, il emmena L. Cornelius Sylla à Bocchus, qui indiqua ainsi son changement de camp et son alliance à Rome.  

Après avoir vaincu Jugurtha, les deux souverains se partagent le royaume de Numidie : les trois quarts du territoire sont annexés au royaume de Maurétanie tandis que la République romaine s’empare de la partie Est (correspondant globalement à l’actuel Constantinois). 